# Transportando o Brasil
Transportando o Brasil est un jeu d'ordinateur brésilien développé par Dynamic Games, et sorti au Brésil en juin 2010, basé vraisemblablement sur l'existant Euro Truck Simulator de SCS Software. 

## Description

### Intrigue
Selon la description publiée sur la page de la société Dynamic Games, le joueur incarne un père de famille, qui doit se concentrer sur sa carrière de chauffeur routier afin d'offrir de meilleures conditions de vie à sa femme et à ses enfants, notamment en payant les factures du ménage. Le personnage du jeu, en plus de conduire les véhicules, est également chargé de gérer une petite entreprise de camionnage. Avant de commencer sa carrière de chauffeur, le protagoniste doit passer plusieurs tests afin d'être accepté par une entreprise de camionnage. 

### Gameplay
Le jeu consiste principalement à conduire des camions entre deux points spécifiques, en suivant un itinéraire prédéterminé et pendant un temps limité, en devant respecter les règles de circulation en cours de route. En cours de route, le joueur peut rencontrer divers événements, tels que des accidents de la route, ou attendre que des bateaux passent pour franchir des lignes d'eau. Il existe également divers éléments du transport routier avec lesquels le joueur peut interagir, tels que des péages, des feux de circulation, des stations-service et des endroits où le poids du véhicule peut être vérifié. Plusieurs notions avancées de physique ont été appliquées dans le mode conducteur, notamment les effets de la météo sur le contrôle du véhicule, comme le brouillard, qui peut également réduire la visibilité. Le joueur peut également sortir de la cabine du véhicule et explorer les paysages environnants à pied. Le jeu comprend un mode secondaire, concernant le contrôle de l'entreprise, où il faut coordonner les revenus avec les différents coûts, comme les taxes, le carburant, ou l'achat de nouveaux véhicules.
Le jeu comprend plusieurs modèles de camions basés sur des véhicules réels, ainsi que plusieurs types de remorques et de marchandises. L'environnement est basé au Brésil, avec plusieurs lieux inspirés des principales villes du pays.

## Histoire
Lors du passage à la décennie 2010, plusieurs simulateurs de poids lourds connaissant une période de grande popularité, la société Dynamic Games aurait lancé la production de son propre simulateur, basé sur des programmes tels que 18 Wheels of Steel, Rig'n'Roll ou Euro Truck Simulator mais qui représenterait plus fidèlement l'environnement sud-américain.
En mai 2010, la sortie du jeu était prévue pour la fin du même mois, mais le jeu n'a été publié que le 5 juin. 